# 新崎駅

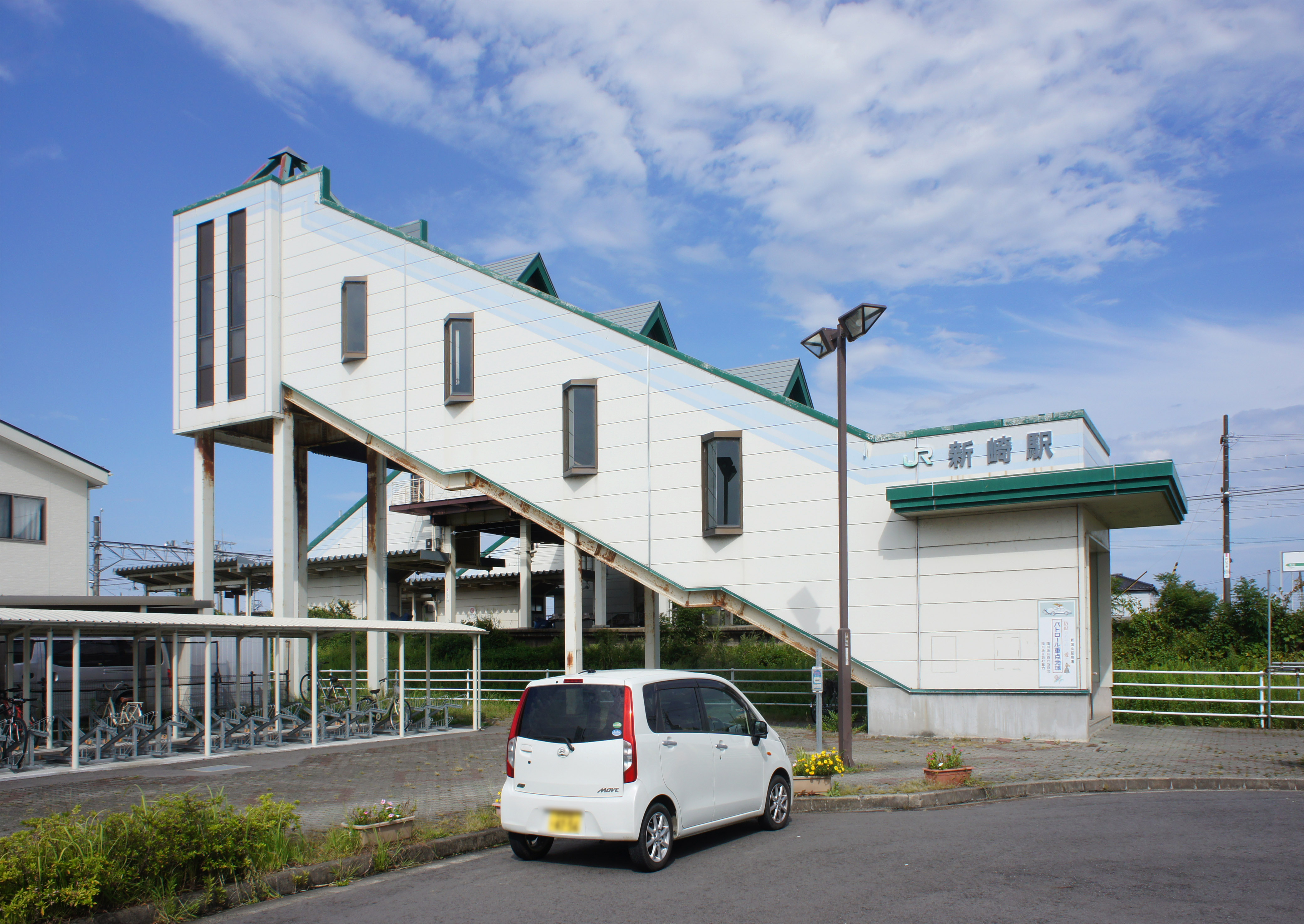
南口（2021年9月）

新崎駅（にいざきえき）は、新潟県新潟市北区新崎一丁目にある、東日本旅客鉄道（JR東日本）・日本貨物鉄道（JR貨物）白新線の駅である。

## 歴史
- 1956年（昭和31年）4月15日：国鉄白新線全通時に開業[1][2]。一般駅[2]。
- 1978年（昭和53年）6月15日：専用線発着を除く車扱貨物の取り扱いを廃止[2]。
- 1980年（昭和55年）4月1日：駐輪場の使用を開始[3]。
- 1984年（昭和59年）2月1日：荷物の取り扱いを廃止[2]。
- 1987年（昭和62年）4月1日：国鉄分割民営化により、JR東日本・JR貨物の駅となる[2]。
- 1995年（平成7年）
  - 9月30日：貨物列車発着の最終日。
  - 11月1日：駅業務をJR貨物委託からJR東日本直営に移管。
  - 12月1日：橋上駅舎の供用を開始[4][5]。
- 2005年（平成17年）2月10日：自動改札機の供用を開始[6]。
- 2006年（平成18年）1月21日：ICカード「Suica」の利用が可能となる[7]。
- 2023年（令和5年）9月30日：みどりの窓口の営業を終了[8]。

## 駅構造
単式ホーム1面1線と島式ホーム1面2線、計2面3線のホームを有する地上駅である。ホームは、単式ホーム側が1番線、島式ホーム内側が2番線、島式ホーム外側が3番線となっている。かつては新発田側1番線ホームの反対側にも線路があり貨物扱いを行っていた、一部に痕跡が残っている。
自由通路を併設する橋上駅舎を備える。新潟駅が管理する業務委託駅で、JR東日本新潟シティクリエイト（JENIC）が駅業務を受託する。自動券売機と自動改札機が設置されている。

### のりば
| 番線 | 路線    | 方向                     | 行先                     |
| ---- | ------- | ------------------------ | ------------------------ |
| 1    | ■白新線 | 下り                     | 豊栄方面                 |
| 2    | ■白新線 | （上下ともに一部の列車） | （上下ともに一部の列車） |
| 3    | ■白新線 | 上り                     | 新潟方面                 |

- 白新線は当駅より新潟方面が複線、新発田駅方面が単線となっている[1]。

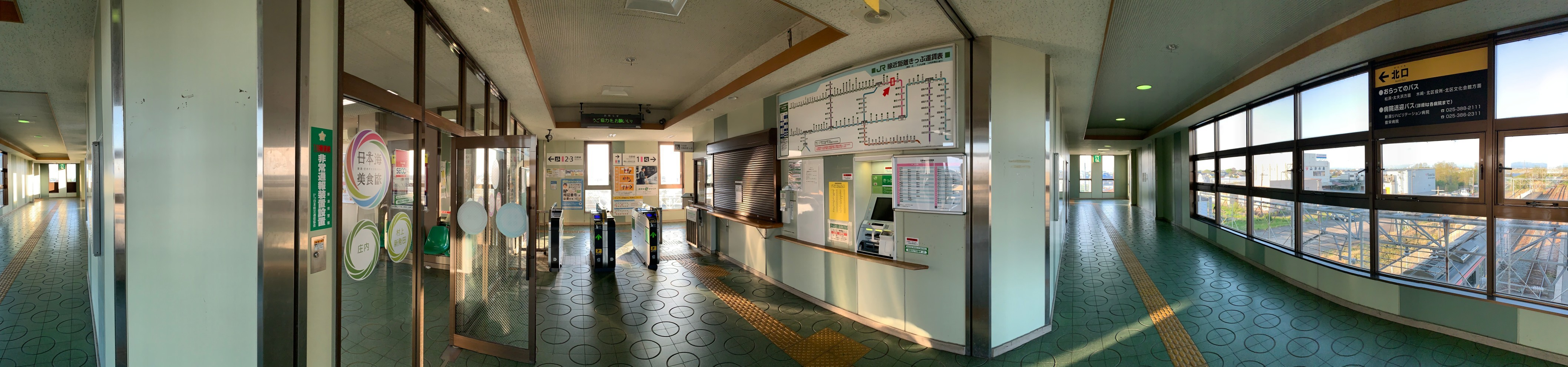
改札口周辺（2020年5月）
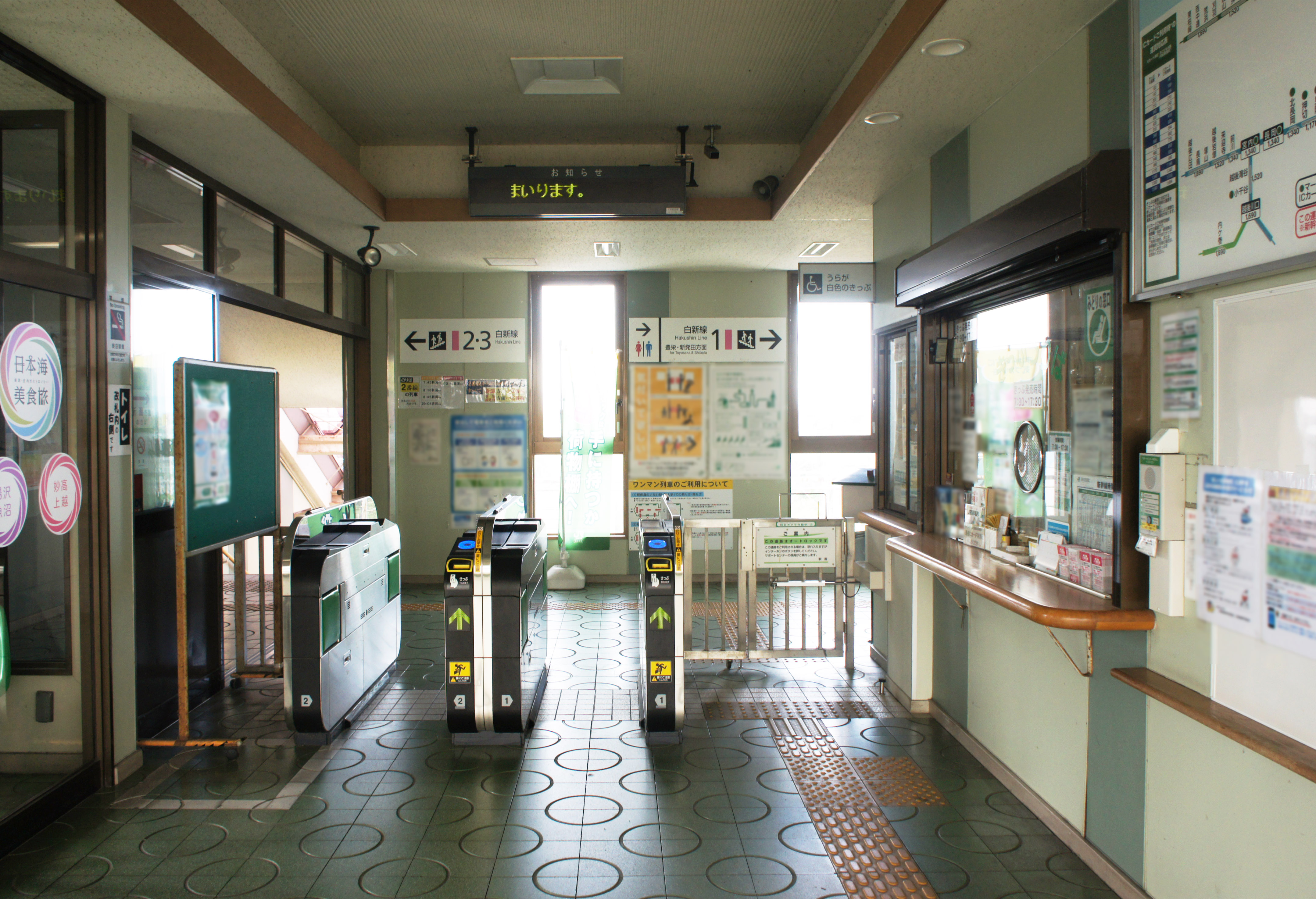
改札口（2021年9月）
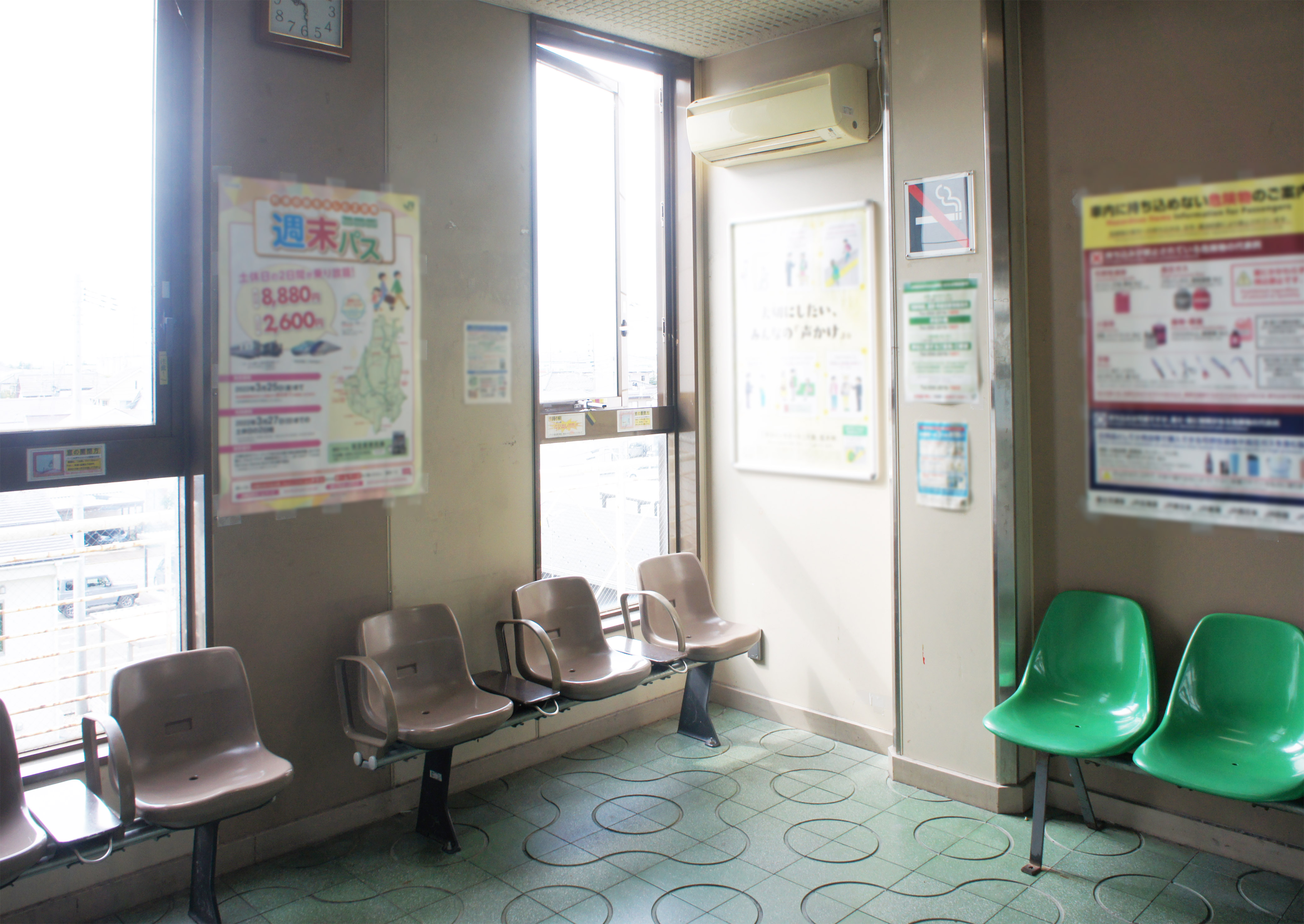
待合室（2021年9月）
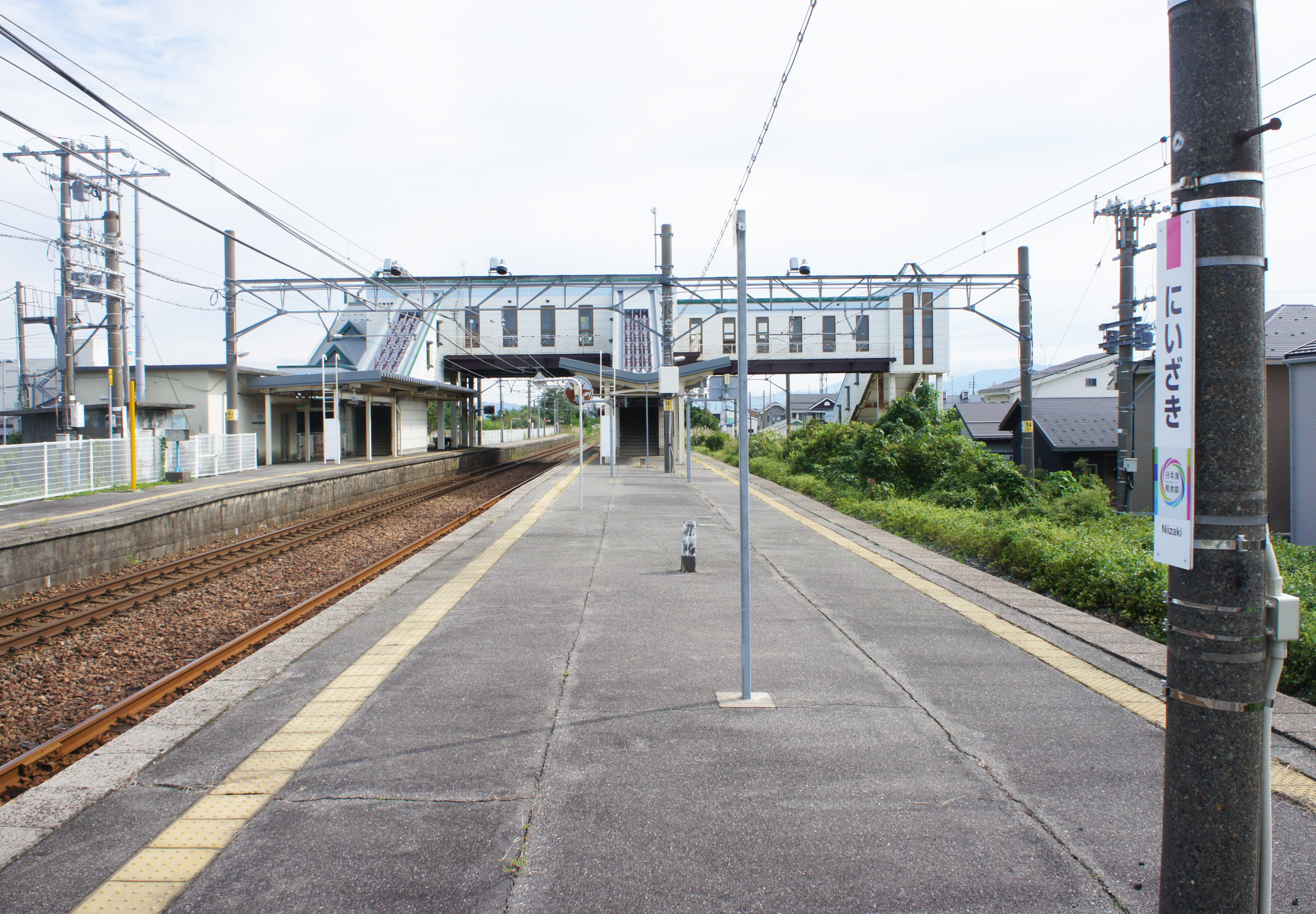
ホーム（2021年9月）
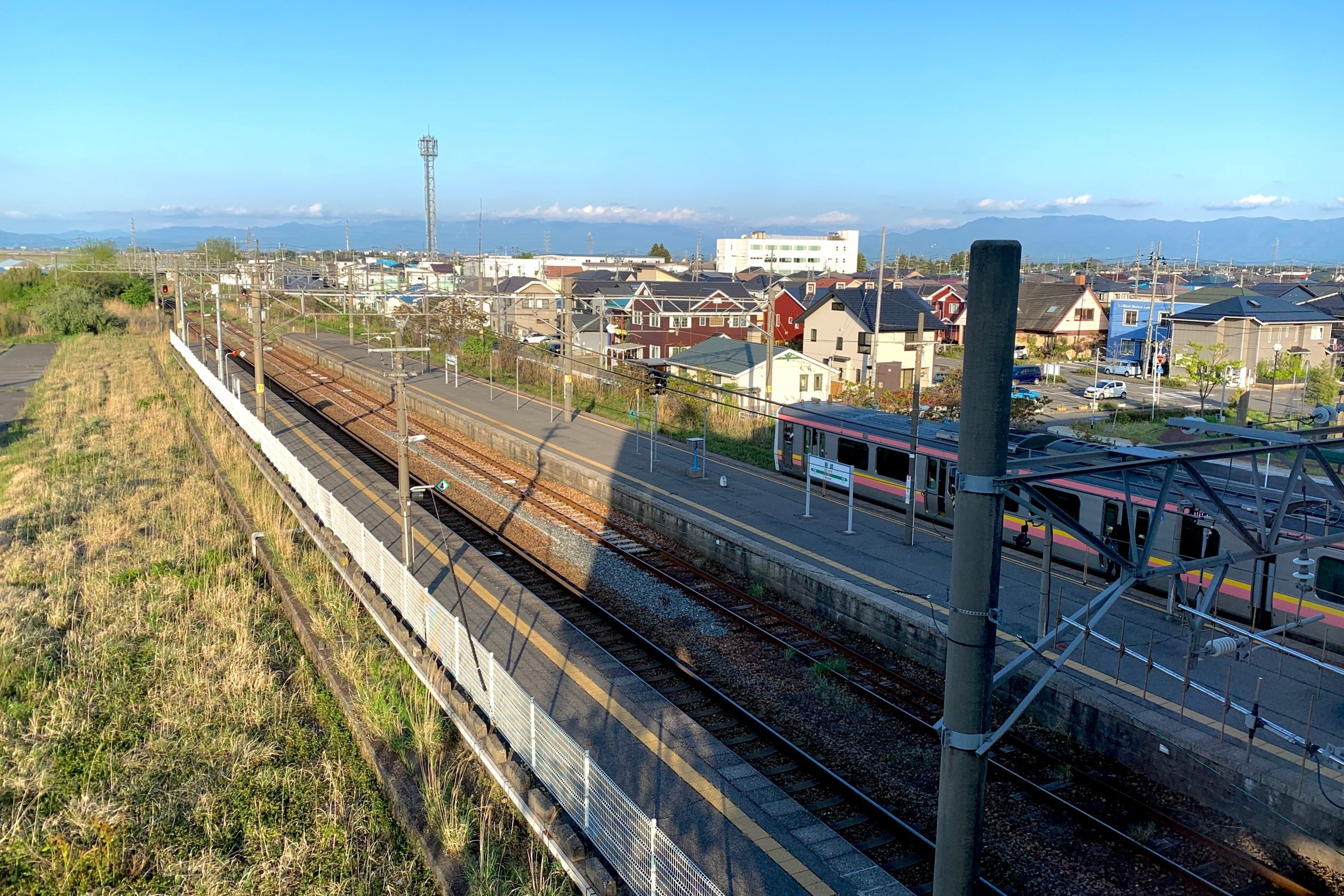
1番線脇に残る貨物取り扱いの痕跡（2020年5月）

## 貨物取扱

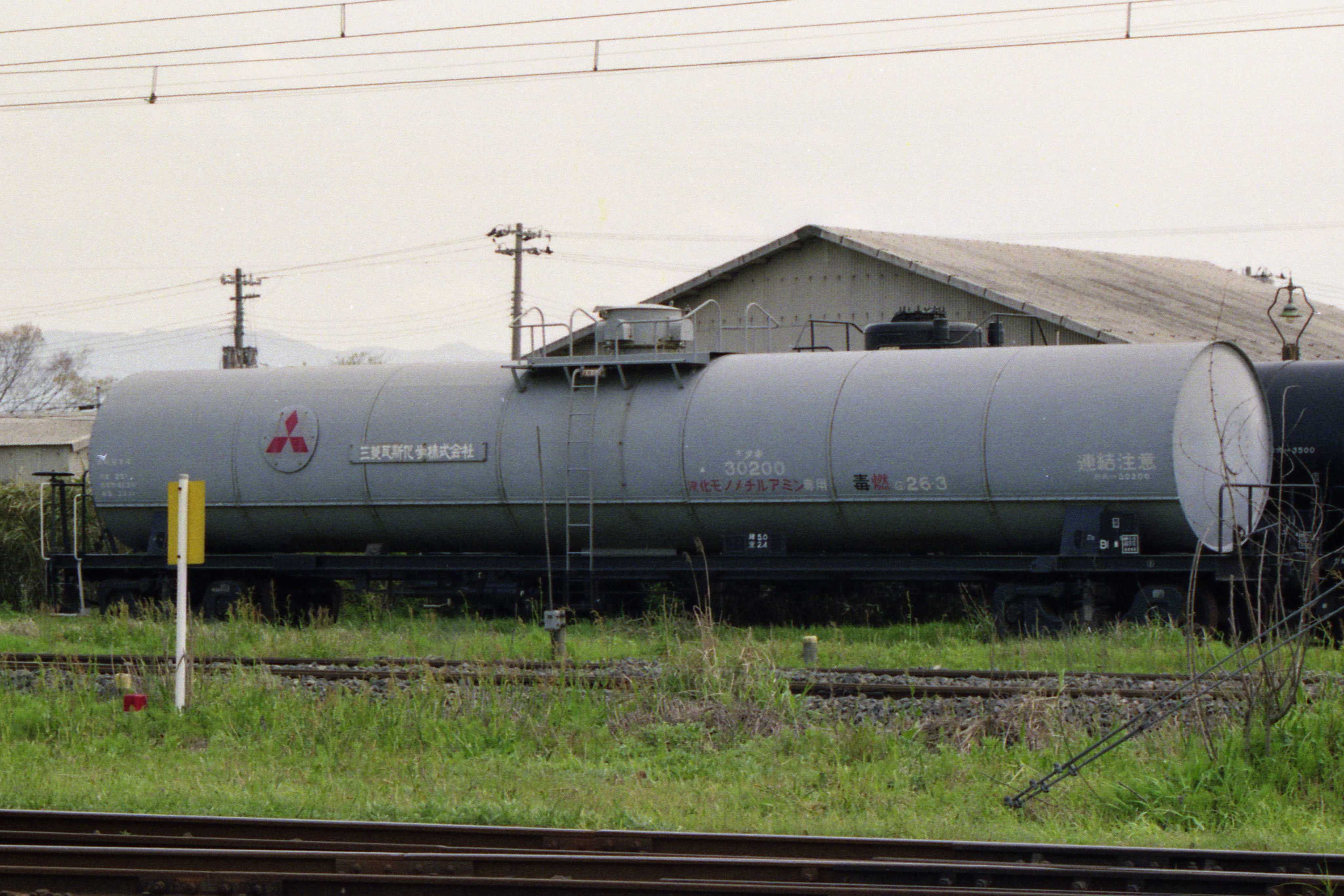
当駅構内に停車中のタキ30200形タキ30200。三菱瓦斯化学所有（1992年5月）

現在、JR貨物の駅は臨時車扱貨物の取り扱い駅となっており、貨物列車の発着はなくなっている。
かつては、駅の南東にある日本アルコール販売新潟保管庫の荷役線（専用線）が駅に接続し、同所へのアルコールが浮島町駅から到着していたが、1995年（平成7年）9月限りで廃止された。また、三菱ガス化学の専用線も接続しており、同社新潟工場から出荷される液体アンモニアやメタノールなども取り扱っていたが、1995年（平成7年）に新潟臨海鉄道藤寄駅に集約され、取り扱いを終了している。

## 利用状況
JR東日本によると、2023年度（令和5年度）の1日平均乗車人員は1,190人である。
2000年度（平成12年度）以降の推移は以下のとおりである。
| 1日平均乗車人員推移 | 1日平均乗車人員推移 | 1日平均乗車人員推移 | 1日平均乗車人員推移 | 1日平均乗車人員推移 |
| 年度                | 定期外              | 定期                | 合計                | 出典                |
| ------------------- | ------------------- | ------------------- | ------------------- | ------------------- |
| 2000年（平成12年）  |                     |                     | 1,422               | [ 利用客数 2 ]      |
| 2001年（平成13年）  |                     |                     | 1,406               | [ 利用客数 3 ]      |
| 2002年（平成14年）  |                     |                     | 1,431               | [ 利用客数 4 ]      |
| 2003年（平成15年）  |                     |                     | 1,424               | [ 利用客数 5 ]      |
| 2004年（平成16年）  |                     |                     | 1,411               | [ 利用客数 6 ]      |
| 2005年（平成17年）  |                     |                     | 1,413               | [ 利用客数 7 ]      |
| 2006年（平成18年）  |                     |                     | 1,402               | [ 利用客数 8 ]      |
| 2007年（平成19年）  |                     |                     | 1,390               | [ 利用客数 9 ]      |
| 2008年（平成20年）  |                     |                     | 1,414               | [ 利用客数 10 ]     |
| 2009年（平成21年）  |                     |                     | 1,378               | [ 利用客数 11 ]     |
| 2010年（平成22年）  |                     |                     | 1,406               | [ 利用客数 12 ]     |
| 2011年（平成23年）  |                     |                     | 1,391               | [ 利用客数 13 ]     |
| 2012年（平成24年）  | 351                 | 1,048               | 1,400               | [ 利用客数 14 ]     |
| 2013年（平成25年）  | 354                 | 1,078               | 1,432               | [ 利用客数 15 ]     |
| 2014年（平成26年）  | 350                 | 1,026               | 1,377               | [ 利用客数 16 ]     |
| 2015年（平成27年）  | 353                 | 1,031               | 1,385               | [ 利用客数 17 ]     |
| 2016年（平成28年）  | 353                 | 1,014               | 1,367               | [ 利用客数 18 ]     |
| 2017年（平成29年）  | 338                 | 1,009               | 1,347               | [ 利用客数 19 ]     |
| 2018年（平成30年）  | 340                 | 993                 | 1,333               | [ 利用客数 20 ]     |
| 2019年（令和元年）  | 323                 | 957                 | 1,280               | [ 利用客数 21 ]     |
| 2020年（令和02年）  | 205                 | 853                 | 1,059               | [ 利用客数 22 ]     |
| 2021年（令和03年）  | 219                 | 818                 | 1,038               | [ 利用客数 23 ]     |
| 2022年（令和04年）  | 250                 | 841                 | 1,091               | [ 利用客数 24 ]     |
| 2023年（令和05年）  | 289                 | 900                 | 1,190               | [ 利用客数 1 ]      |

## 駅周辺
北口側はかつての北蒲原郡濁川村の中心地。昔からの農村地域だが、県道3号沿いの集落北側には1970年代から開発が進んだ新興住宅地（つくし野）が広がっている。駅前には、かつて貨物営業を行っていたため企業の倉庫や工場も見られる。南口側の集落はかつて「毘沙門」と呼ばれていたが、1960年代末から鉄工団地として整備され、さらに1990年代に入ってからは「新崎駅南土地区画整理事業」による宅地造成が行われ、地名も「すみれ野」と改められた。線路沿いには住宅やアパートが立ち並んでいる。東側は新井郷川分水路（新井郷川旧本流）で区切られ、東隣の早通までの間には水田が広がっている。
北口駅前広場には周辺の観光名所などを案内した「ふるさと散策MAP」が設置されている。また、2020年（令和2年）からは日没後に南北両駅前広場を通年でライトアップする取り組みが行われている。

### 北口側
元々のエントランスは北口。宅地まで若干距離があり、県道までの間には農地も見られる。
- 新潟県道352号新崎停車場線
- 新潟県道3号新潟新発田村上線
- 三幸製菓（2014年、駅前に本社ビル「パレット」完成[15]）
- 新潟せんべい王国（徒歩約15分）

### 南口側
南口は、住宅地開発に伴って橋上化された際に設けられた。
- 新潟県道15号新潟長浦水原線
- 新崎工業団地
- 豊栄SA（日本海東北自動車道）
- ひらせいホームセンター 新崎店

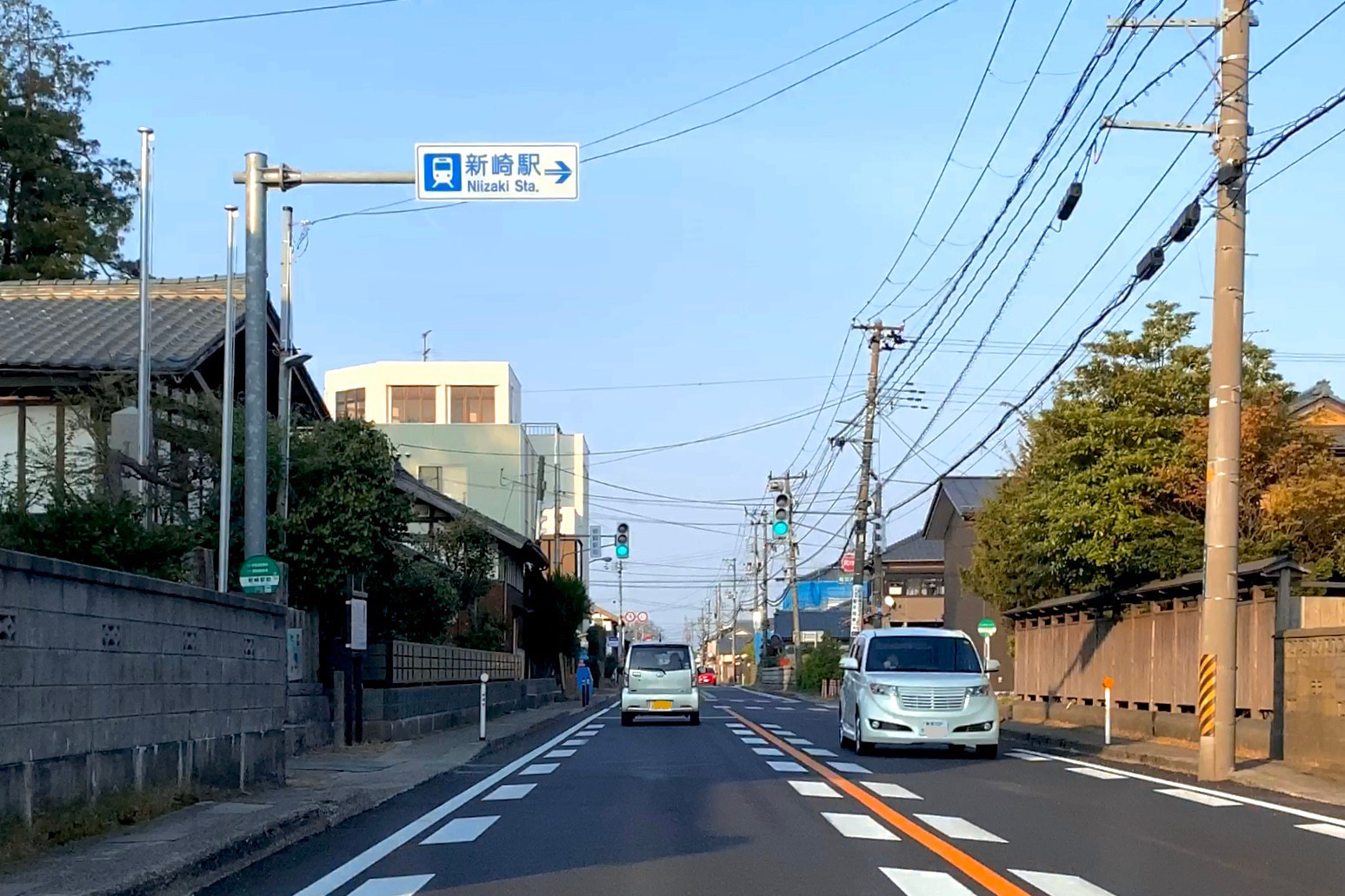
北側を東西に走る県道3号
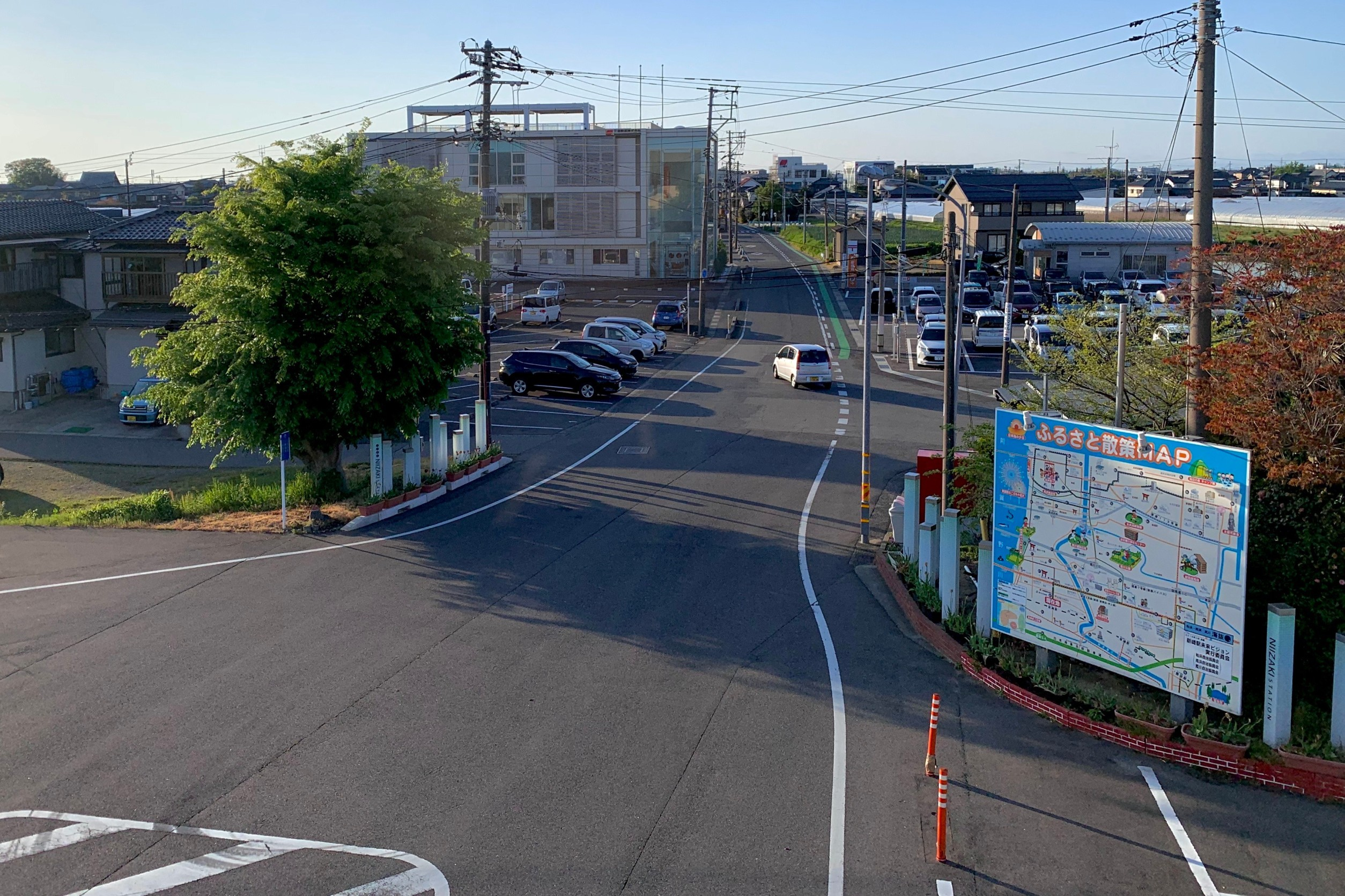
北口駅前風景（2020年5月） 三幸製菓の本社ビルと社員向け駐車場がある。
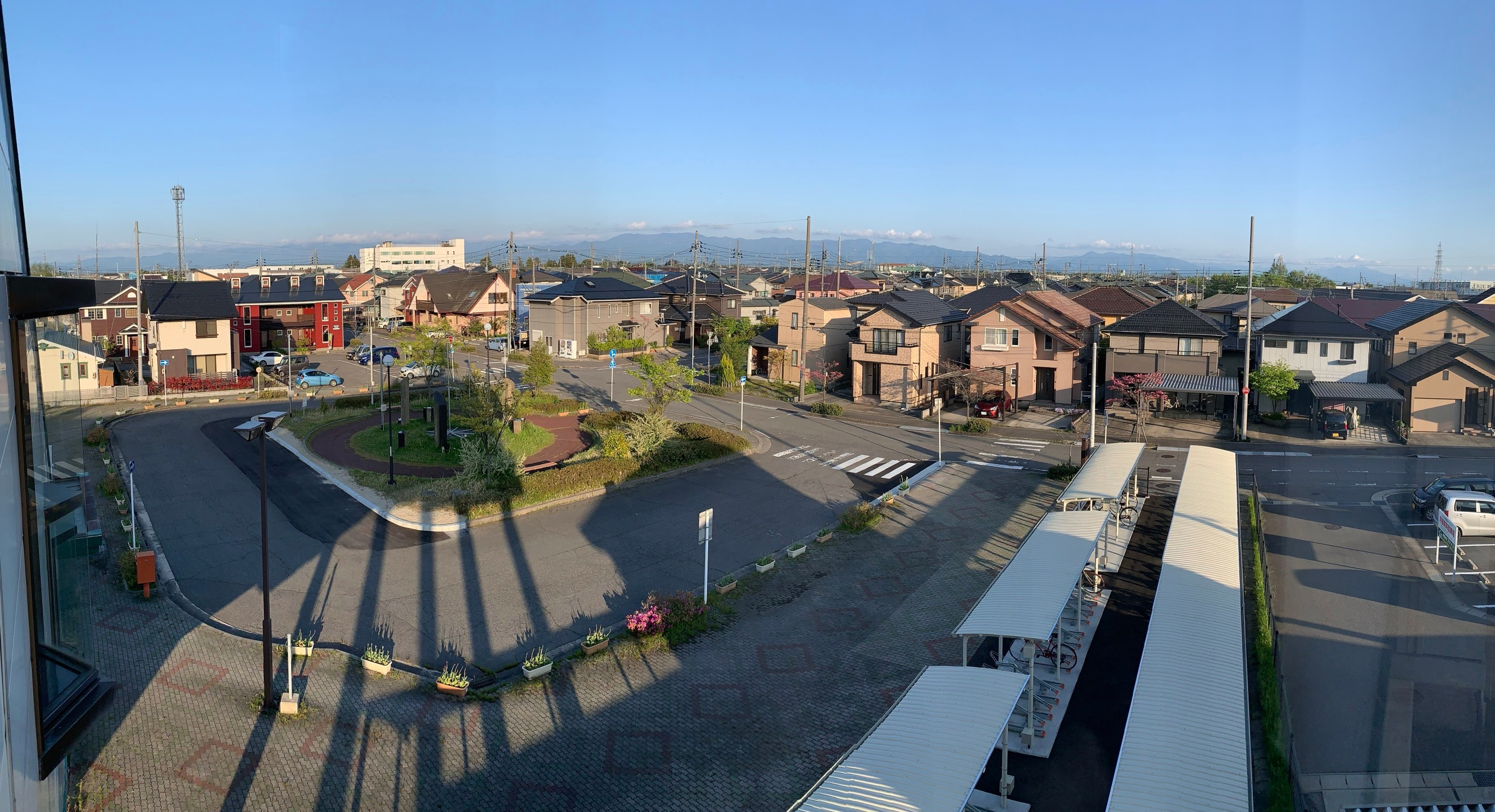
南口駅前風景（2020年5月） 住宅街が広がる。

## バス路線

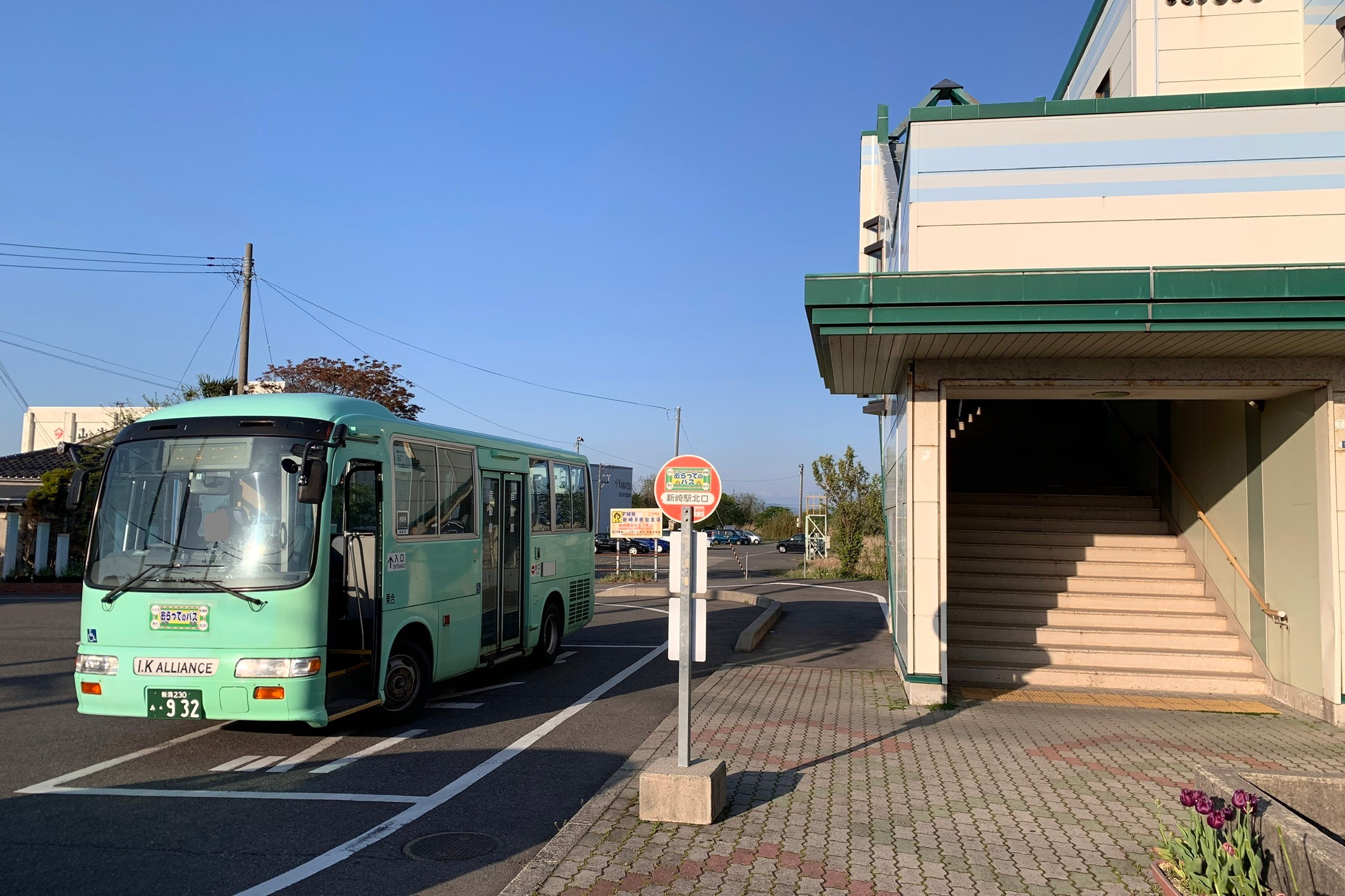
北口を発着する「おらってのバス」（2020年5月）

北口駅前広場内に住民バス（コミュニティバス）「おらってのバス」の新崎駅北口停留所が設けられている。また、北口近くの県道3号沿いと南口近くの県道15号線沿い（それぞれ徒歩約5分）に設けられている停留所には新潟交通グループが運行する路線バスが経由する。

### 北口
| バス停名                        | 方面                                  | 路線名                     | 系統番号・行先 |
| ------------------------------- | ------------------------------------- | -------------------------- | --- |
| 新崎駅北口 （北口ロータリー内） | -                                     | 住民バス「おらってのバス」 | 北51：名目所・松浜・太夫浜 北51：（葛塚ルート）尾山ニュータウン・豊栄駅・北区文化会館 ※いずれも土曜・休日・年末年始は全便運休 |
| 新崎駅前 （県道3号沿い）        | 郊外方面 （諏訪神社前）               | ■ E4 大形線                | E44：新潟競馬場 E46：新発田営業所                                                                                             |
| 新崎駅前 （県道3号沿い）        | 新潟市中心部方面 （新崎駅前交差点角） | ■ E4 大形線                | E44・E46：新潟駅前・万代シテイ                                                                                                |

### 南口
| バス停名                    | 方面             | 路線名      | 系統番号・行先            |
| --------------------------- | ---------------- | ----------- | ------------------------- |
| 新崎団地前 （県道15号沿い） | 豊栄駅方面       | ■ E4 大形線 | E45：豊栄駅前（南口）     |
| 新崎団地前 （県道15号沿い） | 新潟市中心部方面 | ■ E4 大形線 | E45：新潟駅前・万代シテイ |

## 隣の駅
東日本旅客鉄道（JR東日本）
■白新線
■快速
通過
■普通
大形駅 - 新崎駅 - 早通駅

### 記事本文
1. 1 2 3 4 5 6 7 8 9 10 11  『週刊 JR全駅・全車両基地』 14号 長野駅・新津駅・高田駅ほか、朝日新聞出版〈週刊朝日百科〉、2012年11月11日、27頁。
2. 1 2 3 4 5 6  石野哲（編）『停車場変遷大事典 国鉄・JR編 Ⅱ』（初版）JTB、1998年10月1日、567頁。ISBN 978-4-533-02980-6。
3. ↑  市報にいがた 第684号 1980年4月6日 p.3 新崎駅構内に自転車駐車場オープン - 新潟市
4. ↑  平成7年11月28日新潟日報県都版
5. ↑  「橋上化新駅で営業開始 JR白新線新崎駅」『交通新聞』交通新聞社、1995年12月4日、3面。
6. ↑  『平成16年11月27日（土）新潟駅で自動改札使用開始!』（PDF）（プレスリリース）東日本旅客鉄道新潟支社、2004年11月27日。オリジナルの2006年1月8日時点におけるアーカイブ。2021年1月8日閲覧。
7. ↑  『2006年1月21日（土）新潟エリアSuicaデビュー!』（PDF）（プレスリリース）東日本旅客鉄道新潟支社、2005年9月21日。オリジナルの2006年1月5日時点におけるアーカイブ。2021年1月8日閲覧。
8. ↑  “駅の情報（新崎駅）：JR東日本”.   東日本旅客鉄道. 2023年9月4日時点のオリジナルよりアーカイブ。2023年9月4日閲覧。
9. 1 2  “JR東日本：駅構内図・バリアフリー情報（新崎駅）”.   東日本旅客鉄道. 2025年4月23日閲覧。
10. ↑  市報にいがた 第231号 1969年6月25日 p.2 4工場団地が完成 売り上げ、順調な伸び - 新潟市
11. ↑  市報にいがた 第1403号 1994年1月16日 p.3 新崎駅南土地区画整理事業 新しいまちに素敵な愛称を - 新潟市
12. ↑  市報にいがた 第1414号 1994年4月3日 p.1 新崎駅南土地区画整理事業 新しいまちは“すみれ野”に - 新潟市
13. ↑  「新崎駅の顔 案内を充実 地元住民が看板新装 新潟市北区」『新潟日報』2018年4月3日。
14. ↑  「新崎駅前広場をライトアップ」『新潟日報』2020年4月20日。
15. ↑  “沿革”.   三幸製菓株式会社. 2020年5月1日閲覧。

### 利用状況
1. 1 2  “各駅の乗車人員（2023年度）”.   東日本旅客鉄道. 2024年7月21日閲覧。
2. ↑  “各駅の乗車人員（2000年度）”.   東日本旅客鉄道. 2019年4月6日閲覧。
3. ↑  “各駅の乗車人員（2001年度）”.   東日本旅客鉄道. 2019年4月6日閲覧。
4. ↑  “各駅の乗車人員（2002年度）”.   東日本旅客鉄道. 2019年4月6日閲覧。
5. ↑  “各駅の乗車人員（2003年度）”.   東日本旅客鉄道. 2019年4月6日閲覧。
6. ↑  “各駅の乗車人員（2004年度）”.   東日本旅客鉄道. 2019年4月6日閲覧。
7. ↑  “各駅の乗車人員（2005年度）”.   東日本旅客鉄道. 2019年4月6日閲覧。
8. ↑  “各駅の乗車人員（2006年度）”.   東日本旅客鉄道. 2019年4月6日閲覧。
9. ↑  “各駅の乗車人員（2007年度）”.   東日本旅客鉄道. 2019年4月6日閲覧。
10. ↑  “各駅の乗車人員（2008年度）”.   東日本旅客鉄道. 2019年4月6日閲覧。
11. ↑  “各駅の乗車人員（2009年度）”.   東日本旅客鉄道. 2019年4月6日閲覧。
12. ↑  “各駅の乗車人員（2010年度）”.   東日本旅客鉄道. 2019年4月6日閲覧。
13. ↑  “各駅の乗車人員（2011年度）”.   東日本旅客鉄道. 2019年4月6日閲覧。
14. ↑  “各駅の乗車人員（2012年度）”.   東日本旅客鉄道. 2019年4月6日閲覧。
15. ↑  “各駅の乗車人員（2013年度）”.   東日本旅客鉄道. 2019年4月6日閲覧。
16. ↑  “各駅の乗車人員（2014年度）”.   東日本旅客鉄道. 2019年4月6日閲覧。
17. ↑  “各駅の乗車人員（2015年度）”.   東日本旅客鉄道. 2019年4月6日閲覧。
18. ↑  “各駅の乗車人員（2016年度）”.   東日本旅客鉄道. 2019年4月6日閲覧。
19. ↑  “各駅の乗車人員（2017年度）”.   東日本旅客鉄道. 2019年4月6日閲覧。
20. ↑  “各駅の乗車人員（2018年度）”.   東日本旅客鉄道. 2019年7月21日閲覧。
21. ↑  “各駅の乗車人員（2019年度）”.   東日本旅客鉄道. 2020年7月13日閲覧。
22. ↑  “各駅の乗車人員（2020年度）”.   東日本旅客鉄道. 2021年7月25日閲覧。
23. ↑  “各駅の乗車人員（2021年度）”.   東日本旅客鉄道. 2022年8月8日閲覧。
24. ↑  “各駅の乗車人員（2022年度）”.   東日本旅客鉄道. 2023年7月12日閲覧。